# Football Club Victoria Rosport
Il Football Club Victoria Rosport, meglio noto come FC Victoria Rosport o semplicemente come Victoria Rosport, è una società calcistica lussemburghese con sede a Rosport. Fondata nel 1928, milita nella Division Nationale, la massima serie del campionato lussemburghese.

## Storia
Il Victoria Rosport fu fondato il 1 ottobre 1928 nell'Hotel Blasius, a Rosport. Nel 1930 ottenne lo status professionale, che permise al club di partecipare al campionato nazionale. Nella stagione 1969-1970 il club, a quel tempo allenato da Mischy Wagner, guadagnò la promozione nella massima serie lussemburghese per la prima volta nella propria storia. Il massimo risultato in questa serie è il quarto posto avvenuto nella stagione 2004-2005, esito decisivo per la prima qualificazione della squadra in una competizione europea.
Nella stagione 2005-2006 ha debuttato nella Coppa Intertoto contro gli svedesi dell'IFK Göteborg. La partita di andata, giocata in casa, termina 2-1 per gli svedesi e il ritorno, giocata al Gamla Ullevi, termina 3-1 per i padroni di casa. Complessivamente i lussemburghesi vengono eliminati per 5-2, con i gol bandiera di Marc Görres e Fabio Morais Gaspar. Nella medesima stagione si è classificata decima in campionato. Nella stagione 2007-2008 il Victoria ha raggiunto per la prima volta la finale della coppa nazionale, dove venne sconfitto per 4-1 dal Grevenmacher.

## Strutture

### Stadio
Il primo campo di gioco in assoluto utilizzato dal Victoria Rosport fu lo Stade du Camping situato al numero 6580 di Camping, nella zona di Rosport. Dal 1988 gioca le sue gare interne al VictoriArena, situato a Bermondsey Rd. Nella partita casalinga di Coppa Intertoto contro gli svedesi dell'IFK Göteborg, il Victoria è costretto a giocare allo Stadio Josy Barthel perché lo stadio di Rosport non è predisposto per una competizione europea.

## Società

### Organigramma societario
- Jean Dondelinger - Presidente
- Aly Werdel - Vice presidente
- Al. Steinmetz - Presidente onorario
- Fons Burg, Alex Correia, Marco Di Floriano, Marc Dondelinger, Jacqueline Hoffmann, Jeff Kersh, Daniel Kolbusch, René Krier, Frank Lascak, Guy Reiter, Roland Ritz, Philippe Weisen, Paul Werdel, Claude Weydert - Consiglio di amministrazione
- Henri Mohr - Responsabile segreteria sportiva

## Palmarès

### Competizioni nazionali
- Éirepromotioun: 1

2013-2014
- Luxembourg 1. Division: 1

1999-2000

### Altri piazzamenti
- Coppa di Lussemburgo

Finalista: 2007-2008

## Statistiche e record

### Partecipazione ai campionati
| Categoria              | Partecipazioni | Debutto   | Ultima stagione |
| ---------------------- | -------------- | --------- | --------------- |
| Division Nationale     | 8              | 2002-2003 | 2015-2016       |
| Éirepromotioun         | 18             | 1987-1988 | 2013-2014       |
| Luxembourg 1. Division | 16             | 1970-1971 | 1999-2000       |
| Luxembourg 2. Division | 24             | 1931-1932 | 1978-1979       |
| Luxembourg 3. Division | 14             | 1932-1933 | 1965-1966       |

## Organico

### Rosa 2021-2022
Rosa aggiornata al 19 giugno 2022.
| N. |                        | Ruolo | Calciatore              |
| -- | ---------------------- | ----- | ----------------------- |
| 1  | Belgio (bandiera)      | P     | Senne Vits              |
| 3  | Lussemburgo (bandiera) | D     | Nelson Mendonca Ribeiro |
| 4  | Lussemburgo (bandiera) | C     | Michel Bechtold         |
| 5  | Lussemburgo (bandiera) | D     | Gilles Feltes           |
| 6  | Lussemburgo (bandiera) | D     | Albert Ferreira         |
| 7  | Lussemburgo (bandiera) | C     | Kevin Marques           |
| 8  | Lussemburgo (bandiera) | C     | Joé Neves Araujo        |
| 11 | Lussemburgo (bandiera) | C     | Gabriel Gaspar          |
| 15 | Lettonia (bandiera)    | D     | Dāvis Sprūds            |
| 16 | Lussemburgo (bandiera) | D     | Julius von Kymmel       |
| 17 | Lussemburgo (bandiera) | C     | Noah Rossler            |

| N. |                        | Ruolo | Calciatore                  |
| -- | ---------------------- | ----- | --------------------------- |
| 19 | Francia (bandiera)     | C     | Mathieu Leroux              |
| 20 | Lussemburgo (bandiera) | A     | Jeff Lascak                 |
| 22 | Germania (bandiera)    | P     | Niklas Bürger               |
| 23 | Lussemburgo (bandiera) | D     | Eric Brandenburger          |
| 25 | Lussemburgo (bandiera) | D     | Goncalo Rodrigues Fernandes |
| 27 | Germania (bandiera)    | D     | Johannes Steinbach          |
| 29 | Belgio (bandiera)      | C     | Johann De Doncker           |
| 31 | Germania (bandiera)    | P     | Tim Schilz                  |
| 39 | Belgio (bandiera)      | C     | Brian Moding                |
| 44 | Lussemburgo (bandiera) | D     | Emre Erkus                  |
| 64 | Lussemburgo (bandiera) | C     | Mike Tchantchou             |

### Staff tecnico
- Marc Thomé - Allenatore
- Sergio Marques Pereira - Allenatore in 2ª
- Markus Reuter - Preparatore dei portieri